# Antoine Alexandre Julienne
Pour les articles homonymes, voir Julienne, Bélair et Bellair.
Antoine Alexandre Julienne, dit Bélair ou Bellair, est un général français de la Révolution et de l’Empire, né le 2 juin 1775 à Paris et mort le 1er juin 1838 à Verrières-le-buisson (Seine).

## Biographie
Antoine Alexandre Julienne est le fils de Alexandre Pierre Julienne, maréchal de camp.
Il reçoit en 1809, l'ordre de se rendre en Espagne. Il est nommé colonel du 8e régiment d'infanterie légère, le 20 juin 1809, et le 28 juillet de la même année, il se fait remarquer par son courage à la bataille de Talaveyra de la Reyna, où son cheval tué sous lui d'un coup de biscaïen, il court le plus grand danger. 
Au mois de février 1810, chargé de disperser les insurgés du royaume de Grenade, réunis dans les montagnes d'Alpujarras, il remplit cette mission difficile avec autant d'intelligence que de succès. Il rend d'éminents services, et donne de nouvelles preuves de bravoure à la bataille d'Almonacid, livrée le 11 août 1810. Il passe le 8 décembre 1810, avec le même grade au 24e léger.
Le chevalier de Bélair et de l'Empire est élevé au grade de général de brigade le 26 février 1813, créé grand officier de la Légion d'honneur le 9 novembre suivant, et fait baron de l'Empire par lettres patentes du surlendemain (11 novembre 1813).
Il est nommé chevalier de Saint-Louis le 11 octobre 1814.
À l'époque des événements du 20 mars 1815 (Cent-Jours), étant employé dans le département de Maine-et-Loire, sous les ordres du général Morand, il suit le mouvement de toute l'armée, et le 30 du même mois, il fait reconnaître à Angers l'autorité de Napoléon Ier.
Après la Seconde Restauration, il reste sans emploi. Devenu, en 1817, l'objet de soupçons et de recherches d'une police « ombrageuse », il est interpellé pour n'être pas étranger à l'une des nombreuses conspirations que certains journalistes créent fréquemment. Il subit une détention assez longue, mais à défaut de preuves, il est mis en liberté au moment où l'« affaire de Lyon »[Quoi ?], dans laquelle on l'a impliqué, va être jugée par la cour prévôtale du département du Rhône. Cette cour a laissé à la postérité de « cruels souvenirs » (voir Simon Canuel#La Restauration).

## États de service
- Colonel du 8e régiment d'infanterie légère le 20 juin 1809 ;
- Colonel du 24e régiment d'infanterie légère le 8 décembre 1810 ;
- Général de brigade le 26 février 1813.

## Campagnes
- Campagne d'Espagne (Empire) :
  - bataille de Talaveyra de la Reyna, bataille d'Almonacid.

## Faits d'armes
Antoine Alexandre Julienne se fait remarquer par :
- son courage à la bataille de Talaveyra de la Reyna ;
- ses éminents services rendus et les nouvelles preuves de bravoure données à la bataille d'Almonacid.

## Décorations
- Grand officier de la Légion d'honneur le 9 novembre 1813.
- Chevalier de Saint-Louis le 11 octobre 1814.

## Titres
- Chevalier de l'Empire.
- Baron de l'Empire (lettres patentes du 11 novembre 1813[2]).

## Hommage, honneurs, mentions
- Le nom BELLAIR est gravé au côté nord 9e colonne de l’arc de triomphe de l’Étoile, à Paris.

## Armoiries
| Figure | Blasonnement |
|        | Armes du chevalier de Belair et de l'Empire : Tiercé en fasce : au I, de sable à une tulipe (ou julienne des dames) fleurie d'argent, tigée de sinople, versée à dextre ; au II, de gueules à l'insigne des chevaliers non-légionnaires ; au III, d'azur à une tour d'argent ouverte de sable sur un rocher au naturel.                         |
|        | Armes du baron de Belair et de l'Empire Coupé : au I, parti de sable à une tulipe (ou julienne des dames) fleurie d'argent, tigée de sinople, versée à dextre et du quartier des Barons militaires de l'Empire ; au II, d'azur à une tour d'argent ouverte de sable sur un rocher au naturel. Armes parlantes. (Julienne ⇔ julienne des dames). |